# Lora
A Lora 2007-ben készült színes magyar film, Herendi Gábor rendezésében. A címszereplő, Lora, aki egy trauma, barátja elvesztését követően pszichikai vakság következtében elvesztette a látását. A film forgatókönyvéül szolgáló anyagot a rendező felesége, Sárközi Andrea alkotta meg, melynek férje adott forgatókönyvi alakot. Ezt követően Divinyi Rékával együtt kidolgozták a film végleges forgatókönyvét. 
Herendi Gábor saját bevallása szerint már régóta akart egy igazi romantikus filmet rendezni, így született a Lora, mely egyesíti magában a művészfilm és a közönségfilm, a dráma és a humor elemeit. 
A film alacsony hazai nézettsége ellenére számos díjat nyert el, és összesen nyolc filmfesztiválon is indult, többek között a Philadelphia Független Film Fesztiválon 2008-ban, ahol elnyerte a legjobb külföldi film címet. A film főcímdalát Hrutka Róbert szerezte és Keresztes Ildikó énekli.

## A cselekmény
|  | Alább a cselekmény részletei következnek! |

A film egyik legmarkánsabb jegye, hogy a történet két szálon játszódik, két egymással párhuzamosan, flashbackszerűen vezetett történetszál, melyek között három év eltérés van. Így a történet in medias res kezdéssel indul, s a film folyamán fokozatosan ismerjük meg azokat az eseményeket, az eseményláncolatot, melyek a jelenkori helyzethez vezettek. A film egy-egy pillanatában az egyik szereplő visszaemlékszik egy múltbeli eseményre, s ezekből áll össze a film végére a teljes kép.

### A múlt
A címszereplő Lora, múzeumi kurátor, aki barátnőjével, Bettivel (Szamosi Zsófia) egy étteremben megismerkedik Gerivel (Nagy Péter) és bátyjával, Dáviddal (Fekete Ernő), a hely tulajdonosával. A történet egyik mozgatórugója, a két testvér közötti rivalizálás Lora szerelméért. Dávid és Lora kapcsolatát Geri nem akarja megzavarni, így lemond a lányról. 
Dávid azonban megcsalja a lányt, annak legjobb barátnőjével, Bettivel, akit teherbe ejt. Ezt követően Betti Lora fejéhez vágja, hogy ő csak magához láncolja Dávidot. Követeli, majd könyörög Lorának, hogy engedje el barátját, hisz gyereket vár tőle. Az eseményektől megrendült Lora azonban elkergeti a lakásából és megszakít minden kapcsolatot vele. Ezt követően Lora felhívja Dávidot, hogy soha többé nem akarja látni és ne is hívja, majd Geri lakásához siet, hogy a fiú karjai között nyugodalmat leljen. Az összetört Lora és a rá hosszú ideje sóvárgó Geri nem tudják fékezni érzelmeiket, s lefekszenek egymással. Azonban rájuk nyit Dávid. Lora utána rohan, de mire leér a fiú már fölszállt a motorjára és elindult. Az útkereszteződésben nem áll meg, s egy fehér furgon oldalról belegázol, amitől Dávid lezuhan a motorkerékpárról és meghal. Lora hiába hívja ki a mentőket, azok már nem tudnak segíteni rajta. Egy medikus a lányt is meg akarja vizsgálni, hogy nem esett-e valami baja, mire a lány felfedezi, hogy egyre halványabban látja az utcalámpa fényét, majd minden elsötétül előtte, pszichés vakság alakul ki nála.

### A jelen
A történet másik szála, a három évvel későbbi események, mikorra Lora visszavonultan él, naphosszat csak a Dáviddal készült közös felvételeket hallgatja. Vaksága miatt Dr. Vincze Géza (Reviczky Gábor) magánpraxisába jár, aki megpróbálja kigyógyítani a lányt állapotából, azonban semmilyen javulást nem képes elérni.
Geri nem találja a helyét a világban, egyik barátnője hagyja el a másik után, egyre inkább erősödik az alkohol iránt érzett vonzalma, s apjával, akihez néha-néha feljár, hogy bevásároljon neki, is rossz a kapcsolata, mivel fiát vádolja Dávid haláláért, s folyamatosan összehasonlítja vele, hogy a másik fia mennyire jobb volt.

A szertartás után az apa kicseréli fia hamvait kávéporra.

Lora, mivel kénytelen volt fölmondani a múzeumban, egy borászcégnél helyezkedik el, ami egy együttes vakok számára rendezett jótékonysági koncertjén rendezett borkóstolót. Ez az együttes az Ozmózis, melynek szaxofonosa Geri. Az egyik számból Lora felismeri a zenekart, s kibotorkál a nézőtérre. 
Ekkor ismeri föl Geri a rég nem látott lányt, s a nyomába ered, aki azonban eltűnik a szeme elől. 
Később egy parkban találkoznak, ahol a lány nem kívánván a fiú közelében lenni megpróbál elfutni, de látáshiánya miatt belefut egy telefonfülkébe. A lány azonban elutasítja a fiú segítségét, nem akar újra kapcsolatba lépni vele.
Másodjára a temetőben találkoznak a véletlen folytán, mikor Lora Dávid sírjához akar virágot vinni, s a fiú vezeti el a sírhoz, mivel a temetőőr virágokat lopó tizenévesek nyomába rohan. 
Geri megosztja a lánnyal, hogy testvére elhamvasztott maradványai nincsenek a sírban, mivel izraelita apjuk elutasította, hogy fiának keresztény temetése legyen, így a szertartás után kicserélte a hamvakat egy zacskó Omnia kávéporra.
A lány itt is lerázza, de megint összefutnak egy borkóstolón, ami után belemegy, hogy elmenjenek egy étterembe, ahol egymás kérdéseire válaszolva tárják föl, hogy mi történt velük az elmúlt három évben. 
Az estét követően Geri hazaviszi Lorát a biciklijén, majd előre ülteti, hogy ő vezessen. A biciklis jelenet a film egyik jellegzetes momentuma, amikor a vak lány evickél a kormánnyal, s a mögötte ülő fiú irányítja az úton. Azonban a lány mindezek után sem akar kapcsolatot kiépíteni volt barátjának öccsével. 
Geri meglátogatja az apját, akinek házában találkozik annak rabbijával. Kérdőre vonja édesapját, hogy mit keresett itt, mire az apja azt vágja a fejéhez, hogy szinte egész nap egyedül van, felé se néz, így nem csoda, hogy az ember csak a halálra tud gondolni, továbbá nem akarja, hogy az ő temetését is Geri rendezze, mint a bátyjáét. 
Geri nem adja föl és elviszi Lorát egy moziba, ahol egy régi amerikai romantikus filmet néznek meg (melyet a stáb maga forgatott lásd itt) Lora, mivel nem látja a filmet maga elé képzel egy jelenetet, ahol Dáviddal csókolózik, azonban hirtelen vált a kép és Dávid helyében Geri jelenik meg a fejében. A film után már maga Lora ajánlja föl, hogy igyanak meg valamit együtt, de a fiúnak koncertje van, így elviszi a lányt magával. A jól sikerült este után felviszi a lakására, ahol meg akarja csókolni, azonban a lány észhez térve kijelenti, hogy ez nem történhet meg és elmegy.
Másnap Geri ismét megpróbálkozik, hogy helyrehozza a dolgokat, elviszi Lorát a múzeumba, ahol Lora korábban dolgozott. A lány felvillanyozva attól, hogy ismét a régi világában van, sorra elkezdi magyarázni Gerinek a festmények szimbolikáját. A fiú nem akarja félbeszakítani a lányt, ahogy átszellemülten magyaráz, de a képeket azóta áthelyezték. Végül az igazgatónő világosítja fel Lorát a helyzetről, mire ő megszégyenülten otthagyja a fiút. Geri a nyomába ered, és beszélgetésük veszekedésbe torkollik, minek a végén Geri kijelenti, hogy sosem látott még senkit, aki így sajnáltatta volna magát a nyomorult helyzete miatt, mint Lora. 

Lora Dr. Vincze Géza rendelőjében

Lora ezután vakon kifesti magát, magára aggat pár ruhát, majd egy taxival elviteti magát egy szórakoztatóhelyre, aki eamely transzvesztita bár. A rikoltó zene és a fények között fölhívja Gerit, miszerint bebizonyította, hogy mégis él és nem érdekli, hogy ki mit gondol. Geri hallva a lány ittas hangját a telefonban rögtön a lány után ered, majd hazaviszi a lakásába. Az illuminált állapotban lévő lány le akar feküdni vele, de a fiú, nem kihasználva a jelenlegi állapotát, elutasítja. 
Másnap elviszi az Ozmózis egy újabb koncertjére, majd bemutatja a lányt az együttes többi tagjának is. A dobos megjegyzi, hogy eddig Geri egyetlen barátnőjét sem mutatta be, mert félt, hogyha meglátják a többi tagot, akkor otthagyja valaki másért. Lora vaksága miatt azonban kínos csönd követi a viccet. Az este további részét azonban nevetve töltik, majd Geri beköti a szemét, mikor Lora megkéri, hogy induljanak. A fiú be akarja bizonyítani, hogy a vakság nem akkora gond, mint ahogy azt a lány beállítja. Azonban később a lány lakásán beismeri, hogy mekkora teher, miután nekiment egy ajtónak és majdnem elütötte egy autó. Az este hátralévő részét a lány lakásán tölti, ahol szexuális kapcsolatot létesítenek egymással.
Másnap a fiú felmegy az apjához, Lorával, mivel a lakásán megjelenik Margit néni, a lány távoli vidéki rokona. Az apja letámadja a fiát, hogy félóránként hívta, hogy megtudja, hogy otthon van-e, s bizonyára a bátyja gyilkosával feküdt össze. Geri nem érti miről beszél, mire az apja előszedi Dávid nemrég fellelt üzenetrögzítőjét, ami rögzítette Lora hívását, miszerint ott van Gerinél, ne hívja többé és nem akarja soha többet látni. Az apa ekkor észreveszi, hogy a lány is a fiával van, s nekiesik, őt hibáztatja Dávid haláláért, mivel ezzel ő hívta oda, ahol később elütötte a furgon. Lora ezekre a szavakra kirohan a lakásból, s Geri apja megnyugtatja a fiát, hogy évekig őt okolta Dávid haláláért, de most már tudja, hogy az a nő volt az és most már minden rendben lesz.
A fiú magyarázatot követelve Lora nyomába ered. Megpróbálja megnyugtatni a lányt, hogy őt ez az egész nem érdekli és csak Lora érdekli, de a lány kijelenti, hogy azt hitte sikerülni fog, de nem megy. Nem akarja elfelejteni Dávidot. Geri ezen földühödve kijelenti, hogy nem fog többé a bátyja ellen harcolni érte és otthagyja.
Lora a történteket követően fölkeresi Gerit a lakásán, hogy helyrehozza a dolgokat, hogy tudassa vele, hogy ami kettejük között történt, az valóban róluk szólt. Azonban a lakásban belefut Bettibe, mire éktelen haragra gerjed és nekiesik a lánynak meg a fiúnak is, majd kiviharzik a lakásból. Betti utána fut, hogy megmagyarázza, hogy a kisfiával havonta egyszer-kétszer feljönnek meglátogatni a nagybácsit, és hogy közölje a lánnyal, hogy elege van az önmarcangolásból a tette miatt és megkéri Lorát, hogy legyen minden úgy, ahogy korábban volt. A múlt tükrében azonban a lány otthagyja Bettit.
A konfliktus megoldását követve Geri elkíséri Lorát pszichológusához, aki abban bízik, hogy Lora nem bünteti tovább magát a történtek miatt és ezzel véget vet a pszichés úton kialakult vakságának, így belekezd a hipnózisba. A film utolsó perceiben a két fiatalt egy szőlőültetvény mellett láthatjuk Dávid hamvaival. A háttérben a pszichológus hangja továbbra is hallik, ahogy felszólítja Lorát, hogy mire ötöt számol, nyissa ki a szemét, s újra látni fog. A számolásokra a kép egyre közelebb kerül a párhoz, miközben körülöttük forog, majd az utolsó számolásra a film véget ér, a rendező a nézőre bízván a megoldást.
|  | Itt a vége a cselekmény részletezésének! |

## A film

### Forgatókönyv
A film alaptörténete a film rendezőjének és producerének feleségétől, Sárközi Andreától származik, aki egy kozmetikus barátnőjétől hallott egy hasonló történetet, amiben fantáziát látott, hogy filmvászonra lehessen vinni. Mivel Herendi Gábor ekkor éppen Amerikában tartózkodott, így a felesége elkezdte megírni a filmnovellát, a későbbi filmdráma alapját. Férje hazaérve kiegészítette az írást, így született meg a forgatókönyv első verziója.
De mivel Herendi Gábor tökéletesíteni akarta a forgatókönyvet, felkérte Divinyi Rékát, akivel már voltak korábbi kapcsolatai is a Tea című sitcomban, hogy olvassa át. Így hárman alkották meg a forgatókönyv végleges változatát, ami kizárólag a fikción alapult, csak elméleti kiindulási alapnak véve a korábban hallott történetet.
Ennek ellenére a filmbe kerültek Herendi Gábor életéből momentumok, például a vakoknak tartott jótékonysági est, amelyhez hasonlón ő maga is részt vett és saját bevallása szerint nagy hatást gyakorolt rá, valamint a pszichés vakság, Lora karakterének egyik meghatározó eleme is kötődik hozzá, hisz édesapja nagynénje pszichés süketségben szenvedett, amit egy levél okozott, miszerint fia elesett a második világháborúban. A tökéletesség kedvéért Herendi Gábor specialistákhoz is fordult, Dr. Vikár Andráshoz és Lovas Zsuzsához, valamint vakszakértő és -tréner Fodor Ágneshez, Nagy Mariannhoz, vakmozgás tréner Varga Gabriellához, hogy hitelesen tudják előadni ezt a pszichológiai jelenséget.
A film eredeti címe Vaxerelem lett volna, de a rendező-producer Herendi attól a ténytől, hogy túl sok, a szerelem szót a nevében viselő film került a mozikba megváltoztatta a főcímet Lorára, így a forgatások alatt és az azokból készült werkfilmen is a csapón még a régi cím, a Vaxerelem volt látható.

### Pénz- és főszereplő-keresés
Herendi Gábor maga filmjei producere és rendezője egy személyben, így a Lorát is a Skyfilm Stúdió Kft. gyártotta. Ez, ahogy ő fogalmaz, megadja neki a lehetőséget, hogy megvalósítsa azt, amit eltervezett és ne kelljen alkukat kötnie a producerrel egy-egy momentum finanszírozási nehézségei miatt.  Így a filmhez elegendő pénzhez a Lora koprodukciós partnere a TV2 csatorna lett, támogatói között volt a Sony Ericsson, az Erste Bank, valamint az Orbit is, s a filmben volt egy rövidebb jelenet is, mikor a kamera pár másodpercig ráközelített az epres rágógumi csomagolására, amint Geri elővette a zsebéből.
A rendező eleinte Ónodi Eszternek adta volna a főszerepet, aki azonban gyermekáldás miatt nem vállalhatta el. Emiatt a rendezőnek rövid idő – mindössze két hét – alatt meg kellett találnia a főszereplőt, és miután a környező országokban nem talált egy alkalmas szereplőt sem, visszautazott az Amerikai Egyesült Államokba, ahol korábban, a forgatókönyv írása alatt is, 9 hónapig tartózkodott. Úgy gondolta, hacsak fölmegy az internetre, talál megfelelő színészeket a castinghoz, mivel szerinte az ottani emberek sokkal lazábbak és gátlástalanabbak, ami ugyan sok területen megnehezíti a dolgokat, de egy forgatáskor ez kifejezetten hasznos. Végül a film executive producere ajánlására kereste fel Los Angelesben Lucia Brawley-t, akivel az executive producer már korábban találkozott egy egyetemi díjátadón. Lucia a meghallgatáson felolvasott egy hosszabb monológot a forgatókönyvből, mire Herendi rögtön fölajánlotta neki a főszerepet. A főszereplőt így szinkronizálni kellett, amit a korábban kiszemelt Ónodi Eszter el is vállalt..

### Nyelvi problémák
A forgatások alatt az egyik legnehezebb feladat az volt, hogy míg Lucia angolul mondta a szövegét, addig a többi szereplő magyarul válaszolt rá, és így kellett mégis hitelesen és meggyőzően előadni a dialógusokat. Lucia a filmet megelőzően semmilyen kapcsolatban nem volt a magyar nyelvvel, és egy héttel a forgatás előtt tudta meg, hogy Magyarországra kell jönnie, ahol senkit sem fog maga körül megérteni. Így kijelöltek mellé egy asszisztenst (Török Zita), aki segítette a munkáját, és csökkentette a felmerülő nyelvi különbségeket.
Lucia Brawley úgy nyilatkozott, hogy a napi 12 órás forgatások, a kánikulában felvett jelenetek, a rengeteg képesség, amit el kellett sajátítania, hogy hitelesen adja elő a vak lányt (pl.: fehér bot kezelése) nagyon felőrölték. Ellenben a rendező és a másik főszereplő, Nagy Péter (aki eleinte félt az angol anyanyelvű társától, hiszen ő nemigen tud angolul, Lucia pedig egyáltalán nem beszélt magyarul) egybehangzó véleménye szerint energiájával és pozitív kisugárzásával a forgatások egyik legfőbb motorjává vált, akiből mindannyian meríthettek.

### Tolerancia
A filmben nemegyszer megjelennek zsidókkal (Dávid és Gergő apja), leszbikusokkal (Az Ozmózis nevű együttes egyik tagja), transzvesztitákkal (a transzvesztita bár, ahova Lora elvitette magát) foglalkozó jelenetek, valamint a vakságon alapuló poénok. Herendi Gábor szeretné, ha nálunk is megvalósulna az, ami az amerikai vígjátékokban, hogy ne legyen kérdés, hogy valaki zsidó, keresztény vagy muzulmán. Hasonlóan gondolkozik a film poénjainak nagy részéről, mely vagy Lora vakságából ered, vagy magából a látáshiányból (pl.: A főszereplő „vakrandinak” nevezi a lánnyal való találkozást, a film eredeti címe Vaxerelem lett volna, a mozi után Geri azt mondja a lánynak, hogy „na látod”, a múzeumban, pedig az igazgatónő meghagyja nekik, hogy nézzenek körül,…) Herendi Gábor szerint ez teljesen normális, és szerinte ezzel segítünk nekik a legtöbbet. A rendező – ahogy azt egy interjúban kifejtette – a vak lányról szóló filmjének forgatás előtt huzamos időt töltött el vakok között, ami megerősítette őt abbéli hitében, hogy ők is teljes életet élnek.

### Zene
A film zenéjét, ahogy Herendi Gábor korábbi filmjéét, a Magyar vándorét is, Hrutka Róbert szerezte (pl. Legyen most más, Nélküled), továbbá ifj. Fogarasi László, művésznevén Yonderboi zenekeverései is bekerültek a filmbe (pl. All we go to hell) a 80-as évekbeli Yazoo zenekar feldolgozott számaival együtt.
Geri karakterének egyik legmeghatározóbb eleme a szaxofon, a szerepválogatáson ez már eleve ki volt kötve. Nagy Péter bevallása szerint (aki maga friss diplomásként került a film egyik főszerepébe, ahol egyik színésztársa, Lukáts Andor, aki a filmben az apját játssza, tanította a főiskolán), ha a film előtt megkérdezték volna tőle, hogy milyen hangszeren akar játszani, akkor a szaxofon jutott volna utoljára eszébe, ennek ellenére Cseh László szaxofontanár kezei alatt elkezdett szaxofonozni, hogy a film zenés jeleneteiben meg tudja állni a helyét. Azóta – ahogy azt a werkfilmben kifejtette – a szaxofonozás egy biztos ponttá vált az életében, és ha van ideje, mindig előveszi a hangszerét.

## Főszereplők

### Kertész Lora
A film főszereplője. Apja híres festő volt, aki elhagyta feleségét egy huszonéves nő kedvéért, mikor Lora 16 éves volt. Évekkel később ittas állapotban balesetet szenvedett, majd egy hónap múlva követte volt felesége. Lora, apja ambícióit örökölve, művészeti pályát választott, szobrásznak tanult, majd az iskola elvégzése után egy múzeumban helyezkedett el kurátorként.

### Hermann Gergő
A filmben Geriként ismert huszonéves fiatal az Ozmózis nevű zenekar szaxofonosa, zeneszerzője, aki folyton elkésik a próbákról, amit az együttes vezetője rendszeresen a szemére vet, továbbá hajlama van az ivásra és a dohányzásra. Zsidó apa és nem zsidó anya fiaként látta meg a napvilágot, az apja a Sámuel nevet akarta adni neki, de végül az anyja adta neki a Gergő nevet. Életét tengeti, nincs célja, önbizalomhiányban szenved, melyet az is                                                                                                                                   növel, hogy a bátyja árnyékában kellett felnőnie.

### Hermann Dávid
Geri testvérének, Hermann Dávidnak mindene megvolt, amit csak akart, pénz, siker, szerelem. Túláradó önbizalmából fakadóan barátnőivel szemben nem hűséges típus. Korábban sportember volt, az K 500 méteres kajakban országos bajnok címet szerzett. Majd lediplomázott, már ekkor is megszerzett magának mindent, amit akart, az államvizsgán úgy jutott túl, hogy szexuális kapcsolatot létesített egyik tanárával. Később megnyitotta éttermét, megismerkedett Lorával.

### További szereplők
- Lora – Lucia Brawley, magyar hangja: Ónodi Eszter
- Geri – Nagy Péter
- Dávid – Fekete Ernő
- Betti – Szamosi Zsófia
- Apa – Lukáts Andor
- Margit néni – Lázár Kati
- Edit – Bartsch Kata
- Kacsa – Bánki Gergely
- Miklós – Gazsó György
- pszichológus – Reviczky Gábor
- Lovász – Csuja Imre
- Buba – Láng Annamária
- Indián – Mészáros Tibor
- Dedi – Hajduk Károly
- Vali a múzeumban – Takács Katalin
- Geri volt barátnője – Wéber Kata
- rabbi – Kardos Róbert
- koncertszervező	 – Kocsó Gábor
- borász – Thúróczy Szabolcs
- temetőőr – Badár Sándor
- Sarah a mozifilmben – Auksz Éva, szinkronhangja: Hegyi Barbara
- Roy a mozifilmben – Huszár Zsolt, szinkronhangja: Szabó Sípos Barnabás
- rendőrnyomozó a moziban – Turek Miklós, szinkronhangja: Galambos Péter
- Sára, pincérlány – Herczeg Adrienn
- pap a ravatalozóban – Gados Béla
- sofőr a szendviccsel – Kápácsy Miklós
- Orvos a balesetnél – Szikszai Rémusz
- mentőorvos – Vankó Dániel
- csapos a transzvesztita bárban – Mészáros Zsolt
- Betti kisfia – Leitner Gábor
- múltbéli basszusgitáros – Horváth Dávid
- múltbéli dobos – Csernák László
- pincér a kávézóban – Zöld Csaba
- kislány a parkban – Herendi Rozina
- kisfiú a parkban – Herendi Máté

## Vélemények a filmről
A film forgatásai alatt felvett jelenetekből és a szereplőkkel készült interjúkból Hajdók Gábor és Török Zita segítségével készült werkfilm, ahol a szereplőket és a rendezőt többek között arról kérdezték, hogy mit jelentett nekik a Lora című film, vagy milyen fantáziát láttak benne.
„A magyar vándor után egy elég hosszú szünet következett, az ember azt hiszem kiürül egy ilyen játékfilm elkészítésében. Igazából először egy kicsit műfajban gondolkoztam, azt úgy nagyon elhatároztam, hogy mindig újabb és újabb műfajt szeretnék kipróbálni és ez nagyon…azt gondolom, hogy mélyen valahol romantikus alkat vagyok, és nagyon szerettem volna egy romantikus filmet csinálni, egy olyan igazi szerelmes filmet…
Nem gondolom, hogy most valami különleges és új készült, talán…talán a magyar filmes felhozatalból egy kicsit kilóg, régen láttam magyar romantikus szerelmes filmet úgy, hogy nagyon sok egyéb műfaj is megcsípi…”
(Herendi Gábor, a film rendező-producere a filmről)
„Az egyik legfontosabb dolog, amit Lora tanított nekem az az, hogy ő nem akar mindig mindenkinek a kedvében járni. Nekem amerikaiként, aki világéletében azt tanulta, hogy tégy mindenkit boldoggá magad körül, ez rendkívül felszabadító. Lora ennél sokkal lazább, mégpedig ezért, mert tudja, hogy az élet nagyon rövid ahhoz, hogy egyfolytában megfeleljünk. Megtanul őszintén élni és így talál rá az igazi boldogságra. Szerintem ez az, ami másokat is boldoggá tehet a környezetünkben, nem az állandó erőlködés”
(Lucia Brawley, a film egyik főszereplője)

## Nézettség
A nézettségi adatok szerint 106 654 jegyet adtak el rá.

## Díjak és fesztiválszereplések

### Díjak
- Legjobb magyar film 2007 (Happy Art Fesztivál)
- Legjobb külföldi film 2008 (Philadelphiai Független Film Fesztivál)
- Diákzsűri Különdíja 2007 (38. Magyar Filmszemle)

### Fesztiválok
- 2008 – Palics Nemzetközi Filmfesztivál
- 2008 – Philadelphia Független Film Fesztivál
- 2008 – Syracuse Nemzetközi Filmfesztivál
- 2008 – Várna Love is Folly  Nemzetközi Filmfesztivál
- 2007 – Kairó Nemzetközi Filmfesztivál
- 2007 – Kalkutta Nemzetközi Filmfesztivál
- 2007 – Pöstyén Cinematik
- 2007 – San Luis CINE